# Hawulti
Hawulti – obelisk pochodzący z wczesnego okresu starożytnego państwa Aksum (III lub IV wiek n.e.), zlokalizowany na stanowisku archeologicznym Matara (Erytrea). Obelisk jest najstarszym znanym obiektem, na którym zostały umieszczone inskrypcje w języku gyyz.
Mierzy on 5,5 m wysokości, w jego górnej części zostały wyryte tarcza słoneczna i Księżyc. Edward Ullendorff przypisał te symbole bogini słońca Šamaš i bogowi księżyca Sinowi. Powyższe symbole oraz brak znaków samogłosek w inskrypcji języka gyyz pozwalają datować jego powstanie na około IV wiek n.e. Fragment, na którym zostały umieszczone inskrypcje, ma około 1 m szerokości. Według legendy inskrypcja została umieszczona na polecenie Króla Ageza dla uczczenia pamięci dzielnych przodków.
Obelisk został odkryty przez zespół pod kierownictwem niemieckiego orientalisty Enno Littmanna w trakcie niemieckiej ekspedycji do Aksum (Etiopia) w 1906 roku. W trakcie prac archeologicznych w wyniku przesuwania złamał się na pół. Naprawa została dokonana przez włoski rząd kolonialny poprzez umieszczenie w obelisku dwóch żelaznych prętów. Obelisk został ponownie uszkodzony przez wojsko etiopskie w trakcie trwania wojny erytrejsko-etiopskiej w maju 2001.